# 제49회 백상예술대상
제49회 백상예술대상은 2013년 5월 9일에 열린 시상식이다.

## 수상 및 후보

### 영화 대상
- 7번방의 선물 - 류승룡 수상

### 영화 작품상
- 광해, 왕이 된 남자 - 추창민 수상
- 7번방의 선물 - 이환경
- 늑대소년 - 조성희
- 베를린 - 류승완
- 피에타 - 김기덕

### 영화 감독상
- 광해, 왕이 된 남자 - 추창민 수상
- 피에타 - 김기덕
- 베를린 - 류승완
- 내 아내의 모든 것 - 민규동
- 도둑들 - 최동훈

### 영화 시나리오상
- 내가 살인범이다 - 정병길 수상
- 7번방의 선물 - 이환경, 김황성, 김영석
- 내 아내의 모든 것 - 허성혜, 민규동
- 늑대소년 - 조성희
- 신세계 - 박훈정

### 영화 신인감독상
- 늑대소년 - 조성희 수상
- 이웃사람 - 김휘
- 코리아 - 문현성
- 신세계 - 박훈정
- 26년 - 조근현

### 영화 남자최우수연기상
- 베를린 - 하정우 수상
- 7번방의 선물 - 류승룡
- 늑대소년 - 송중기
- 광해, 왕이 된 남자 - 이병헌
- 신세계 - 황정민

### 영화 여자최우수연기상
- 연애의 온도 - 김민희 수상
- 범죄소년 - 이정현
- 내 아내의 모든 것 - 임수정
- 피에타 - 조민수
- 반창꼬 - 한효주

### 영화 남자조연상
- 이웃사람 - 마동석 수상
- 내 아내의 모든 것 - 류승룡
- 신세계 - 박성웅
- 7번방의 선물 - 오달수
- 용의자X - 조진웅

### 영화 여자조연상
- 후궁 : 제왕의 첩 - 조은지 수상
- 연가시 - 문정희
- 7번방의 선물 - 박신혜
- 나의 PS 파트너 - 신소율
- 도둑들 - 전지현

### 영화 남자신인연기상
- 마이 리틀 히어로 - 지대한 수상
- 사이코메트리 - 김범
- 타워 - 도지한
- 범죄소년 - 서영주
- 26년 - 임슬옹

### 영화 여자신인연기상
- 코리아 - 한예리 수상
- 7번방의 선물 - 갈소원
- 은교 - 김고은
- 무서운 이야기 - 남보라
- 누구의 딸도 아닌 해원 - 정은채

### 영화 남자인기상
- 연가시 - 김동완 수상
- 차형사 - 강지환
- 사이코메트리 - 김강우
- 마이 리틀 히어로 - 김래원
- 간첩 - 김명민
- 사이코메트리 - 김범
- 점쟁이들 - 김수로
- 도둑들 - 김수현
- 도둑들 - 김윤석
- 자칼이 온다 - 김재중
- 타워 - 도지한
- 7번방의 선물 - 류승룡
- 베를린 - 류승범
- 이웃사람 - 마동석
- 신세계 - 박성웅
- 박수건달 - 박신양
- 범죄소년 - 서영주
- 타워 - 설경구
- 회사원 - 소지섭
- 늑대소년 - 송중기
- 7번방의 선물 - 오달수
- 알투비:리턴투베이스 - 유준상
- 광해, 왕이 된 남자 - 이병헌
- 내 아내의 모든 것 - 이선균
- 신세계 - 이정재
- 파파로티 - 이제훈
- 코리아 - 이종석
- 26년 - 임슬옹
- 가문의 영광5-가문의 귀환 - 정준호
- 알투비:리턴투베이스 - 비
- 강철대오: 구국의 철가방 - 조정석
- 용의자X - 조진웅
- 미확인 동영상 : 절대클릭금지 - 주원
- 마이 리틀 히어로 - 지대한
- 바람과 함께 사라지다 - 차태현
- 신세계 - 최민식
- 철가방 우수氏 - 최수종
- 베를린 - 하정우
- 신세계 - 황정민

### 영화 여자인기상
- 7번방의 선물 - 박신혜 수상
- 7번방의 선물 - 갈소원
- 파파로티 - 강소라
- 점쟁이들 - 강예원
- 미쓰GO - 고현정
- 577 프로젝트 - 공효진
- 은교 - 김고은
- 연애의 온도 - 김민희
- 나의 PS 파트너 - 김아중
- 돈 크라이 마미 - 남보라
- 연가시 - 문정희
- 음치클리닉 - 박하선
- 두 개의 달 - 박한별
- 코리아 - 배두나
- 차형사 - 성유리
- 타워 - 손예진
- 신세계 - 송지효
- 알투비:리턴투베이스 - 신세경
- 나의 PS 파트너 - 신소율
- 박수건달 - 엄지원
- 남자사용설명서 - 이시영
- 용의자X - 이요원
- 범죄소년 - 이정현
- 연가시 - 이하늬
- 내 아내의 모든 것 - 임수정
- 도둑들 - 전지현
- 누구의 딸도 아닌 해원 - 정은채
- 피에타 - 조민수
- 마이 리틀 히어로 - 조안
- 공모자들 - 조윤희
- 후궁 : 제왕의 첩 - 조은지
- 코리아 - 하지원
- 코리아 - 한예리
- 광해, 왕이 된 남자 - 이병헌
- 늑대소년 - 박보영

### TV 대상
- 유재석 수상

### TV 작품상(드라마)
- 추적자 THE CHASER - 조남국 수상
- 넝쿨째 굴러온 당신 - 김형석
- 빛과 그림자 - 이주환 외 1명
- 아내의 자격 - 안판석
- 학교 2013 - 이민홍 외 1명

### TV 작품상(예능)
- 일밤- 아빠! 어디가? - 김유곤 외 1명 수상
- 불멸의 국가대표
- 대국민 토크쇼 안녕하세요 - 이세희 외 2명
- 정글의 법칙
- 힐링캠프, 기쁘지 아니한가

### TV 작품상(교양)
- 한국인의 밥상
- 슈퍼피쉬
- 이영돈 PD의 먹거리X파일 - 김군래 외 1명
- 최후의 제국 - 장경수
- 킹메이커

### TV 연출상
- 그 겨울, 바람이 분다 - 김규태 수상
- 골든타임 - 권석장, 이윤정
- 넝쿨째 굴러온 당신 - 김형석
- 빛과 그림자 - 이주환, 이상엽
- 추적자 THE CHASER - 조남국

### TV 극본상
- 추적자 THE CHASER - 박경수 수상
- 넝쿨째 굴러온 당신 - 박지은
- 응답하라 1997 - 이우정
- 골든타임 - 최희라
- 우리가 결혼할 수 있을까 - 하명희

### TV 남자최우수연기상
- 추적자 THE CHASER - 손현주 수상
- 적도의 남자 - 엄태웅
- 넝쿨째 굴러온 당신 - 유준상
- 내 딸 서영이 - 이상윤
- 골든타임 - 이성민

### TV 여자최우수연기상
- 아내의 자격 - 김희애 수상
- 넝쿨째 굴러온 당신 - 김남주
- 야왕 - 김성령
- 그 겨울, 바람이 분다 - 송혜교
- 내 딸 서영이 - 이보영

### TV 남자신인연기상
- 넝쿨째 굴러온 당신 - 이희준 수상
- 학교 2013 - 김우빈
- 응답하라 1997 - 서인국
- 내 딸 서영이 - 이정신
- 더킹 투하츠 - 조정석

### TV 여자신인연기상
- 응답하라 1997 - 정은지 수상
- 신의 - 박세영
- 신사의 품격 - 윤진이
- 세상 어디에도 없는 착한남자 - 이유비
- 내 딸 서영이 - 최윤영

### TV 남자예능상
- 김병만의 정글의 법칙 - 김병만 수상
- 개그콘서트, 인간의 조건 - 김준호
- 런닝맨, 무한도전 - 유재석
- 대국민 토크쇼 안녕하세요 - 컬투
- 개그콘서트, 인간의 조건 - 허경환

### TV 여자예능상
- 개그콘서트 - 신보라 수상
- 개그콘서트 - 김지민
- 일요일이 좋다 - 런닝맨 - 송지효
- 대국민 토크쇼 안녕하세요 - 이영자
- 힐링캠프, 기쁘지 아니한가 - 한혜진

### TV 남자인기상
- 보고싶다 - 박유천 수상
- 돈의 화신 - 강지환
- 야왕 - 권상우
- 그 겨울, 바람이 분다 - 김범
- 학교 2013 - 김우빈
- 닥터 진 - 김재중
- 응답하라 1997 - 서인국
- 유령 - 소지섭
- 추적자 THE CHASER - 손현주
- 세상 어디에도 없는 착한남자 - 송중기
- 적도의 남자 - 엄태웅
- 엄마가 뭐길래 - 엘
- 보고싶다 - 유승호
- 패션왕 - 유아인
- 넝쿨째 굴러온 당신 - 유준상
- 아이리스 2 - 윤두준
- 신의 - 이민호
- 내 딸 서영이 - 이상윤
- 골든타임 - 이성민
- 더킹 투하츠 - 이승기
- 내 딸 서영이 - 이정신
- 아랑 사또전 - 이준기
- 넝쿨째 굴러온 당신 - 이희준
- 사랑비 - 장근석
- 신사의 품격 - 장동건
- 마의 - 조승우
- 그 겨울, 바람이 분다 - 조인성
- 더킹 투하츠 - 조정석
- 각시탈 - 주원
- 7급 공무원 - 찬성

### TV 여자인기상
- 패션왕 - 유리 수상
- 야왕 - 고준희
- 넝쿨째 굴러온 당신 - 김남주
- 추적자 THE CHASER - 김성령
- 신사의 품격 - 김하늘
- 아내의 자격 - 김희애
- 청담동 앨리스 - 문근영
- 세상 어디에도 없는 착한남자 - 문채원
- 닥터 진 - 박민영
- 신의 - 박세영
- 아름다운 그대에게 - 최진리
- 무자식 상팔자 - 손나은
- 그 겨울, 바람이 분다 - 송혜교
- 빅 - 수지
- 패션왕 - 신세경
- 최고다 이순신 - 아이유
- 전우치 - 유이
- 사랑비 - 윤아
- 보고싶다 - 윤은혜
- 신사의 품격 - 윤진이
- 빅 - 이민정
- 내 딸 서영이 - 이보영
- 세상 어디에도 없는 착한남자 - 이유비
- 학교 2013 - 장나라
- 우리가 결혼할 수 있을까 - 정소민
- 응답하라 1997 - 정은지
- 7급 공무원 - 최강희
- 내 딸 서영이 - 최윤영
- 더킹 투하츠 - 하지원
- 옥탑방 왕세자 - 한지민

### 사회공헌상
- 안성기 수상